# Scott Steindorff
Robert Scott Steindorff (Stillwater, 2 settembre 1959) è un produttore cinematografico statunitense, presidente della Stone Village Pictures.

## Biografia
Noto per aver prodotto molti adattamenti cinematografici di romanzi di importanti autori, come Philip Roth, Richard Russo, T.C. Boyle e Nicholas Sparks. Gli ci sono voluti tre anni per convincere lo scrittore colombiano Gabriel García Márquez a cedere i diritti del romanzo L'amore ai tempi del colera, da cui è stato realizzato un omonimo film nel 2007.
Tra gli altri film prodotti da Steindorff vi sono La macchia umana del 2003, la commedia romantica del 2006 Penelope e l'horror Turistas, inoltre tra il 2003 e il 2005 è stato produttore esecutivo della serie televisiva Las Vegas.